# Bandera de Australia
La bandera de Australia se basa en el Pabellón Azul británico (un campo azul con la bandera del Reino Unido o bandera de la Unión en el cuarto superior al asta) aumentada con una gran estrella blanca de siete puntas (la estrella de la Mancomunidad) y una representación de la constelación de la Cruz del Sur, formada por cinco estrellas blancas (una pequeña de cinco puntas y cuatro más grandes de siete puntas). Australia también tiene otras banderas oficiales que representan a su población y las principales funciones de gobierno.
Su diseño original (con una estrella de la Mancomunidad de seis puntas) se eligió en 1901 entre los participantes en un concurso convocado tras la federación de las colonias, y ondeó por primera vez en Melbourne el 3 de septiembre de 1901, fecha proclamada en 1996 día de la Bandera Nacional de Australia. En 1903, el rey Eduardo VII aprobó un diseño ligeramente diferente. La versión actual de la estrella de siete puntas de la Mancomunidad se introdujo por proclamación de 8 de diciembre de 1908. Las dimensiones se publicaron oficialmente en 1934, y en 1954 la bandera fue reconocida y definida legalmente en Flags Act 1953 como la Bandera Nacional de Australia (en inglés: Australian National Flag). La ley también dio por primera vez precedencia a la bandera australiana sobre la bandera de la Unión. Con el tiempo, el uso de esta disminuyó, y en la década de 1970 la mayoría de los australianos consideraban la enseña azul la bandera nacional. 

## Diseño

Elementos constitutivos de la bandera de Australia
Banderas que forman la bandera de la Unión
Cruz del Sur
Estrella de la Mancomunidad

La bandera australiana utiliza tres símbolos destacados: la Cruz del Sur, la bandera del Reino Unido o bandera de la Unión y la estrella de la Mancomunidad.
En su uso original como bandera del Reino Unido de Gran Bretaña e Irlanda, la bandera de la Unión combinaba tres cruces heráldicas que representan a los países constituyentes del Reino Unido (tal y como se constituyó en 1801): la cruz roja de San Jorge de Inglaterra, la cruz blanca diagonal de San Andrés de Escocia, y la cruz roja diagonal de San Patricio de Irlanda.
Se cree que la bandera de la Unión simboliza la historia de Australia como seis colonias británicas y los principios en los que se basa la federación australiana, aunque una visión más histórica considera que su inclusión en el diseño demuestra lealtad al Imperio británico.
La estrella de la Mancomunidad, también conocida como estrella de la Federación, tenía originalmente seis puntas, que representaban las seis colonias federadas. En 1908 se añadió una séptima punta para simbolizar el territorio de Papúa y los territorios futuros. Otra razón para el cambio fue igualar la estrella utilizada en el escudo de armas, que se creó ese mismo año. La estrella de la Mancomunidad no tiene ninguna relación oficial con Beta Centauri, a pesar de su brillo y ubicación en el cielo; sin embargo, la versión de 1870 de la bandera de Australia Meridional presentaba las estrellas «punteras», Alfa y Beta Centauri.
La Cruz del Sur es una de las constelaciones más características visibles en el hemisferio sur, y se ha utilizado para representar a Australia desde los primeros tiempos de la colonización británica. Ivor Evans, uno de los diseñadores de la bandera, pretendía que la Cruz del Sur también hiciera referencia a las cuatro virtudes morales que Dante atribuyó a las cuatro estrellas principales: justicia, prudencia, templanza y fortaleza. El número de puntas de las estrellas de la Cruz del Sur en la bandera australiana moderna difiere del diseño original ganador del concurso, en el que oscilaban entre cinco y nueve puntas cada una, representando su brillo relativo en el cielo nocturno. Las estrellas llevan el nombre de las cinco primeras letras del alfabeto griego, en orden decreciente de brillo en el cielo. Para simplificar la fabricación, el Almirantazgo británico estandarizó las cuatro estrellas exteriores más grandes con siete puntas cada una, dejando la estrella más pequeña y central con cinco puntas. Este cambio se publicó oficialmente el 23 de febrero de 1903.

### Colores
Los colores de la bandera, aunque no están especificados en la Flags Act, han recibido especificaciones pantone de la Subdivisión de Premios y Cultura del Departamento del Primer Ministro y del Gabinete.: 5  El Manual de Estilo para Autores, Editores e Impresores del Gobierno de Australia también ofrece especificaciones CMYK y RGB para representar la bandera en papel y en pantalla, respectivamente.
| Esquema   | Azul              | Rojo              | Blanco                | Fuente(s)    |
| --------- | ----------------- | ----------------- | --------------------- | ------------ |
| Pantone   | 280 C             | 185 C             | Safe                  | [ 8 ] [ 10 ] |
| RGB (Hex) | 0–0–139 (#00008B) | 255–0–0 (#FF0000) | 255–255–255 (#FFFFFF) | [ 9 ]        |
| CMYK      | 100%–80%–0%–0%    | 0%–100%–100%–0%   | 0%–0%–0%–0%           | [ 9 ]        |

## Construcción

Hoja de construcción de la bandera de Australia. La longitud de la bandera es el doble de la anchura.

Según la Flags Act 1953, la Bandera Nacional de Australia debe cumplir las siguientes especificaciones:
- la bandera de la Unión ocupando el cuartel superior (cantón) junto al asta;
- una gran estrella blanca de siete puntas (seis representan a los seis estados de Australia y una a los territorios) en el centro del cuarto inferior junto al asta y apuntando directamente al centro de la Cruz de San Jorge en la bandera de la Unión;
- cinco estrellas blancas (que representan la Cruz del Sur) en la mitad de la bandera más alejada del asta.

La ubicación de las estrellas es la siguiente:
- Estrella de la Mancomunidad - estrella de 7 puntas, centrada en la parte inferior del asta.
- Alpha Crucis - estrella de 7 puntas, recta bajo la mosca central a 1⁄6 del borde inferior.
- Beta Crucis - estrella de 7 puntas, a 1⁄4 de la izquierda y a 1⁄16 de la mosca central.
- Gamma Crucis - estrella de 7 puntas, recta por encima de la mosca central a 1⁄6 hacia abajo desde el borde superior.
- Delta Crucis - estrella de 7 puntas, a 2⁄9 de la derecha y a 31⁄240 de la mosca central.
- Epsilon Crucis - estrella de 5 puntas, a 31⁄240 del camino a la derecha y a 1⁄24 hacia abajo de la mosca central.

El diámetro exterior de la estrella de la Mancomunidad es de 3⁄20 de la anchura de la bandera, mientras que el de las estrellas de la Cruz del Sur es de 1⁄14 de la anchura de la bandera, excepto para Épsilon, para la que la fracción es de 1⁄24. El diámetro interior de cada estrella es 4⁄9 del diámetro exterior. La anchura de la bandera es la medida del borde izado de la bandera (la distancia de arriba abajo).

## Historia
La bandera de la Unión, como bandera del Imperio británico, se utilizó por primera vez en suelo australiano el 29 de abril de 1770, cuando el teniente James Cook desembarcó en la bahía de Botany. Tras la llegada de la Primera Flota, el capitán Arthur Phillip estableció un asentamiento de convictos en la cala de Sídney el 26 de enero de 1788. La primera vez que izó la bandera de la Unión fue el 7 de febrero de 1788, cuando proclamó la colonia de Nueva Gales del Sur.
La bandera de la Unión en ese momento era la introducida en 1606, que no incluía la bandera de San Patricio. Se incluyó a partir de 1801 tras el Acta de Unión de 1801. La segunda versión posterior a 1801 se representa en la bandera de Australia. A menudo se utilizaba para representarlas colectivamente, y cada colonia tenía también su propia bandera basada en la Bandera de la Unión. A medida que empezaba a surgir una conciencia nacional australiana, se formaron varios movimientos abanderados y se generalizó el uso de nuevas banderas no oficiales. A lo largo del siglo xix hubo dos intentos de diseñar una bandera nacional. El primero fue la Bandera Nacional Colonial, creada en 1823-1824 por los capitanes John Nicholson y John Bingle. Esta bandera consistía en una cruz roja sobre fondo blanco, con una estrella de ocho puntas en cada uno de los cuatro miembros de la cruz, a la vez que incorporaba una Bandera de la Unión en el cantón. La bandera «nacional» más popular de la época fue la Bandera de la Federación de 1831, también diseñada por Nicholson. Esta bandera era igual a la Bandera Nacional Colonial, salvo que la cruz era azul en lugar de parecerse a la de San Jorge. Aunque la bandera fue diseñada por Nicholson en 1831, no se hizo muy popular hasta la última parte del siglo, cuando los llamamientos a la federación empezaron a hacerse más fuertes. Estas banderas, y muchas otras como la Bandera de Eureka (que empezó a utilizarse en la rebelión de Eureka en 1854), llevaban estrellas que representaban la Cruz del Sur. La bandera más antigua conocida que muestra las estrellas dispuestas tal y como se ven en el cielo es la Bandera de la Liga Anti-Transporte (ATL), cuyo diseño es similar al de la actual bandera nacional. Las diferencias radican en que no hay estrella de la Mancomunidad, mientras que los componentes de la Cruz del Sur se representan con ocho puntas y en dorado. Esta bandera sólo se utilizó brevemente, ya que dos años después de la formación de la Liga Anti-transporte en 1851, las autoridades coloniales decidieron poner fin al ingreso de convictos, por lo que la ATL cesó sus actividades. La Bandera de Eureka se ha convertido en un símbolo perdurable en la cultura australiana y ha sido utilizada por diversos grupos y movimientos. La Bandera del Río Murray, popular desde la década de 1850, sigue siendo muy utilizada por los barcos que recorren la principal vía fluvial de Australia. Es igual que la Bandera Nacional Colonial, salvo que el fondo blanco de los tres cuadrantes del cantón se sustituyó por cuatro franjas alternas azules y blancas, que representan los cuatro ríos principales que desembocan en el río Murray.
|                           |                                      |                   |                                    |                        |
| Bandera Nacional Colonial | Bandera de la Federación Australiana | Bandera de Eureka | Bandera de la Liga Anti-Transporte | Bandera del Río Murray |

### Concurso para el diseño de la bandera federal de 1901

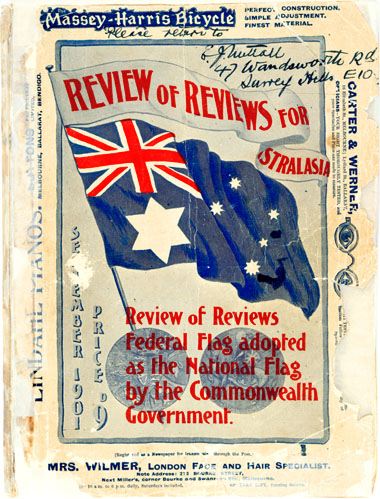
Portada de la edición de la Review of Reviews firmada por Egbert Nuttall, tras anunciarse los diseñadores ganadores del concurso de diseño de la Bandera Federal de 1901.

A medida que se acercaba la federación, se pensó en una bandera federal oficial. En 1900, el Melbourne Herald organizó un concurso de diseño con un premio de 25 libras australianas (4400 dólares australianos en 2021) en el que los participantes debían incluir la Bandera de la Unión y la Cruz del Sur, lo que daba como resultado una bandera al estilo de la enseña británica. El concurso organizado por la Review of Reviews for Australasia -una publicación con sede en Melbourne- ese mismo año pensó que tal restricción parecía poco sensata, a pesar de observar que era poco probable que los diseños sin estos emblemas tuvieran éxito; no obstante, sugirió que los participantes incorporaran los dos elementos en su diseño. Después de la Federación, el 1 de enero de 1901, y tras recibir una petición del gobierno británico para diseñar una nueva bandera, el nuevo gobierno de la Mancomunidad convocó un concurso oficial para una nueva bandera federal en abril. El concurso atrajo 32 823 propuestas, incluidas las enviadas originalmente a la Review of Reviews. Una de ellas fue presentada por un gobernador anónimo de una colonia. Los dos concursos se fusionaron después de que la Review of Reviews aceptara integrarse en la iniciativa gubernamental. Los 75 libras esterlinas de premio de cada concurso se combinaron y se aumentaron con otras 50 libras esterlinas donadas por la Havelock Tobacco Company. Cada concursante debía presentar dos bocetos en color, una enseña roja para el servicio mercante y uso público, y una enseña azul para uso naval y oficial. Los diseños se juzgaron en función de siete criterios: lealtad al Imperio, federación, historia, heráldica, carácter distintivo, utilidad y coste de fabricación. La mayoría de los diseños incorporaban la Bandera de la Unión y la Cruz del Sur, pero los animales autóctonos también fueron populares, incluido uno que representaba una variedad de animales indígenas jugando al críquet. Las candidaturas se expusieron en el Palacio Real de Exposiciones de Melbourne y los jueces tardaron seis días en deliberar antes de llegar a una conclusión. Cinco propuestas casi idénticas fueron elegidas ganadoras, y los diseñadores se repartieron las 200 libras esterlinas (35 200 dólares en 2021) del premio. Se trataba de Ivor Evans, un escolar de catorce años de Melbourne; Leslie John Hawkins, un adolescente aprendiz de óptico de Sídney; Egbert John Nuttall, un arquitecto de Melbourne; Annie Dorrington, una artista de Perth; y William Stevens, un oficial de barco de Auckland, Nueva Zelanda. Los cinco ganadores recibieron 40 libras cada uno. Las diferencias con la bandera actual eran la Estrella de la Mancomunidad de seis puntas, mientras que las estrellas componentes de la Cruz del Sur tenían distinto número de puntas, con más si la estrella real era más brillante. Así se obtuvieron cinco estrellas de nueve, ocho, siete, seis y cinco puntas respectivamente.
|                                                  |                                 |                                        |
| Diseño ganador del concurso del Melbourne Herald | Versión azul del diseño ganador | Diseño aprobado por el rey Eduardo VII |

Como el diseño era básicamente la bandera victoriana con una estrella añadida, muchos críticos tanto del gobierno federal como del gobierno de Nueva Gales del Sur se opusieron a la bandera elegida por ser «demasiado victoriana». Querían la bandera de la federación australiana, y el primer ministro Edmund Barton, que había estado promoviendo la Bandera de la Federación, presentó esta bandera junto con la elegida por los jueces al Almirantazgo para su aprobación final. El Almirantazgo eligió la Roja para los buques privados y la Azul para los buques gubernamentales. El gobierno de Barton consideró que tanto la Azul como la Roja eran banderas marítimas coloniales y aceptó «a regañadientes» ondearlas sólo en buques de guerra. Los gobiernos posteriores, el de Chris Watson en 1904 y el de Andrew Fisher en 1910, tampoco estaban satisfechos con el diseño, ya que querían algo «más distintivo y más indicativo de la unidad australiana».
El 3 de septiembre de 1901, la nueva bandera australiana ondeó por primera vez en la cúpula del Palacio Real de Exposiciones de Melbourne. Los nombres de los ganadores del concurso de diseño fueron anunciados por Hersey, Condesa de Hopetoun (esposa del gobernador general, el 7.º conde de Hopetoun) y ella desplegó la bandera por primera vez. Desde 1996, esta fecha se conoce oficialmente como el día de la Bandera Nacional de Australia.
Los diseños ganadores del concurso se presentaron al secretario colonial británico en 1902. El primer ministro Barton anunció en la gaceta de la Mancomunidad que el rey Eduardo VII había aprobado oficialmente el diseño como bandera de Australia el 11 de febrero de 1903. La versión publicada hacía que todas las estrellas de la Cruz del Sur tuvieran siete puntas excepto la más pequeña, y es igual al diseño actual excepto la Estrella de la Mancomunidad, de seis puntas.

### La enseña azul frente a la roja
En las décadas que siguieron a la federación, la enseña roja fue también la bandera más utilizada por los particulares en tierra. Esto se debió en gran parte a que el gobierno de la Mancomunidad, ayudado por los proveedores de banderas, desalentó el uso de la enseña azul, ahora conocida como la Bandera Nacional de Australia, por parte del público en general. Tanto la versión azul como la roja fueron utilizadas por las fuerzas armadas durante la Primera y la Segunda Guerra Mundial. Una versión coloreada de una fotografía conservada por el Australian War Memorial de las celebraciones del día del Armisticio en la Martin Place de Sídney, el 11 de noviembre de 1918, muestra ambas enseñas desplegadas por la multitud congregada. Las ilustraciones y fotografías de la inauguración de la Casa del Parlamento provisional de Australia en 1927 muestran enseñas australianas ondeando junto a banderas de la Unión. Sin embargo, las fuentes no coinciden en los colores de las banderas australianas, lo que deja abierta la posibilidad de que se utilizara una u otra enseña o ambas. Un memorando del Departamento del primer ministro fechado el 6 de marzo de 1939 afirma que: «La política del gobierno federal era: El uso de la enseña azul de la Mancomunidad está reservado al Gobierno de la Mancomunidad, pero no hay reserva en el caso de la bandera mercante de la Mancomunidad ni de la enseña roja».

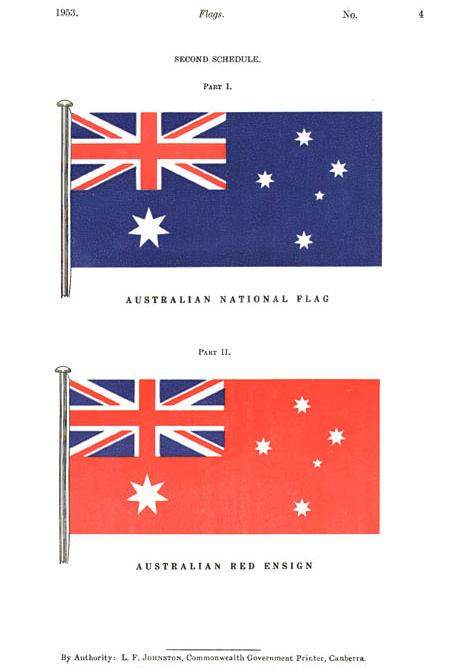
La Flags Act de 1953 especificaba que la enseña azul era la bandera nacional australiana y la roja, la de la marina mercante.

En la década de 1940, el gobierno federal empezó a fomentar el uso público de la enseña azul . A pesar de ello, siguió habiendo confusión hasta que la Flags Act 1953 especificaba que la enseña azul era la bandera nacional australiana y la roja, la de la marina mercante. de 1953 declaró que la enseña azul era la bandera nacional y la enseña roja la bandera de la marina mercante australiana. Se ha afirmado que esta elección se hizo sobre la base de que la versión predominantemente roja conllevaba demasiadas connotaciones comunistas para el gobierno de la época como para ser legislada como el principal símbolo nacional, aunque nunca se ha aducido ningún documento del gabinete hecho público, incluidas las actas más detalladas, en apoyo de esta teoría. La enseña roja sigue desfilando en el Día ANZAC en reconocimiento de su importancia histórica.
Técnicamente, los buques privados no comerciales estaban sujetos a una multa sustancial si no ondeaban la enseña roja británica. Sin embargo, el 5 de diciembre de 1938 se emitió una orden del Almirantazgo que autorizaba a estos buques a enarbolar la enseña roja australiana. La Ley de Registro de Buques de 1981 reafirmó que la enseña roja australiana era el color adecuado para los buques comerciales de más de 24 metros de eslora.

### Estatuto de la bandera de la Unión

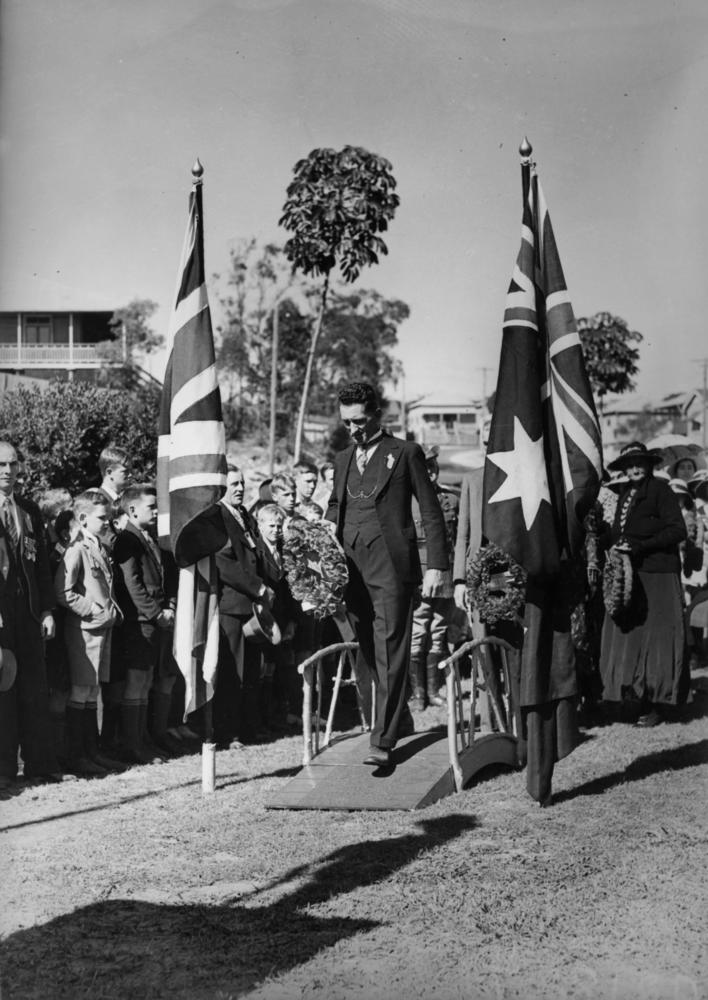
La bandera australiana y la bandera de la Unión durante una ceremonia del Día ANZAC en 1937.

La enseña azul sustituyó a la bandera de la Unión en los Juegos Olímpicos de San Luis en 1904. Ese mismo año, gracias a la presión ejercida por el diputado Richard Crouch, obtuvo el mismo estatus que la bandera de la Unión en el Reino Unido, cuando la Cámara de Representantes proclamó que la enseña azul «debería ondear en todos los fuertes, buques, lugares de saludo y edificios públicos de la Mancomunidad en todas las ocasiones en que se utilicen banderas». El gobierno accedió a izar la enseña azul en los días especiales de la bandera, pero no si ello suponía un gasto adicional, lo que desvirtuaba la moción. La enseña azul sólo podía ondear en un edificio del gobierno estatal si no se disponía de una bandera estatal.
El 2 de junio de 1904, el Parlamento aprobó una resolución para sustituir la bandera de la Unión por la bandera australiana en los fuertes. Inicialmente, el Departamento de Defensa se resistió a utilizar la bandera, por considerarla una enseña marítima y preferir el Reglamento del Rey, que especificaba el uso de la bandera de la Unión. Tras ser consultado por el Departamento de Defensa, el primer ministro Chris Watson declaró en el Parlamento que no estaba satisfecho con el diseño de la bandera australiana y que la aplicación de la resolución de 1904 podía esperar hasta que se considerase «adoptar otra [bandera] que, en nuestra opinión, sea más apropiada». En 1908, la Orden Militar n.º 58/08 del ejército australiano ordenó que la «Australian Ensign» sustituyera a la bandera de la Unión en todos los establecimientos militares. A partir de 1911 fue la bandera de saludo del ejército australiano en todas las revistas y desfiles ceremoniales.
El 5 de octubre de 1911, la Armada Real Australiana recibió la orden de enarbolar la enseña blanca británica en la popa y la bandera de Australia en la asta. A pesar de que el gobierno quería utilizar la enseña azul en los buques de guerra australianos, los oficiales siguieron enarbolando la bandera de la Unión, y no fue hasta 1913, tras las protestas públicas en Fremantle después de su uso para la revisión del HMAS Melbourne, cuando el gobierno les «recordó» la legislación de 1911. La enseña blanca británica fue finalmente sustituida por una enseña blanca distintivamente australiana el 1 de marzo de 1967.
A pesar del uso oficial de las nuevas banderas australianas, desde 1901 hasta la década de 1920 la Bandera de la Federación siguió siendo la bandera australiana más popular para actos públicos e incluso algunos oficiales. Se izó en la conferencia de primeros ministros de estado de 1907 en Melbourne y durante la visita a Australia en 1927 del duque y la duquesa de York, el futuro rey Jorge VI y la reina consorte Isabel.
En la década de 1920 se debatió si la enseña azul debía reservarse únicamente a los edificios de la Mancomunidad, lo que culminó en un acuerdo de 1924 según el cual la bandera de la Unión debía prevalecer como Bandera Nacional, pudiendo los gobiernos estatales y locales utilizar en lo sucesivo la enseña azul. Al reconocerse la bandera de la Unión como bandera nacional, se consideró desleal ondear cualquiera de las dos enseñas sin la Bandera de la Unión al lado, y fue la bandera de la Unión la que cubrió los ataúdes de los muertos en la guerra de Australia.
En 1940, el gobierno de Victoria aprobó una ley que permitía a las escuelas adquirir enseñas azules, lo que a su vez permitía su uso a los ciudadanos particulares. El primer ministro Robert Menzies recomendó entonces que las escuelas, los edificios gubernamentales y los ciudadanos particulares utilizaran la enseña azul, y al año siguiente emitió una declaración en la que permitía a los australianos utilizar cualquiera de las dos enseñas siempre que se hiciera con respeto.
El primer ministro Ben Chifley emitió una declaración similar en 1947.
El 4 de diciembre de 1950, el primer ministro Robert Menzies afirmó la enseña azul como bandera nacional y en 1951 el rey Jorge VI aprobó la recomendación del Gobierno.

Cuando el 20 de noviembre de 1953 se presentó en el parlamento el proyecto de Flags Act, Menzies dijo:
«Este proyecto de ley es en gran medida una medida formal que pone en forma legislativa lo que se ha convertido casi en la práctica establecida en Australia .... El diseño adoptado fue presentado a Su Majestad el rey Eduardo VII, quien tuvo el placer de aprobarlo como bandera australiana en 1902. Sin embargo, nunca se ha tomado ninguna medida legislativa para determinar la forma precisa de la bandera o las circunstancias de su uso, y este proyecto de ley se ha presentado para producir ese resultado.»
Este estatus se formalizó el 14 de febrero de 1954, cuando la reina Isabel II dio el asentimiento real a la Flags Act 1953, que había sido aprobada dos meses antes. El asentimiento de la monarca se hizo coincidir con la visita de la Reina al país y se produjo después de que inaugurara la nueva sesión del Parlamento. La ley confiere al gobernador general poderes estatutarios para designar banderas y enseñas de Australia y autorizar órdenes y dictar normas sobre el uso de las banderas. El artículo 8 garantiza que el derecho o privilegio de una persona a enarbolar la bandera de la Unión no se verá afectado por la ley.
Australia Meridional optó por mantener la bandera de la Unión como bandera nacional hasta 1956, cuando se dio a las escuelas la opción de utilizar la Bandera de la Unión o la de Australia. Muchos australianos seguían considerando la bandera de la Unión como la bandera nacional hasta bien entrada la década de 1970, lo que inspiró la campaña de Arthur Smout de 1968 a 1982 para animar a los australianos a dar prioridad a la bandera australiana.

## Otras banderas
En virtud del artículo 5 de la Flags Act, el gobernador general puede proclamar banderas distintas de la Bandera Nacional y la enseña roja como banderas o enseñas de Australia. Cinco banderas han sido designadas de este modo. Las dos primeras fueron la enseña de la Armada Real Australiana y la enseña de la Real Fuerza Aérea Australiana, las banderas utilizadas por la Armada Real Australiana y la Real Fuerza Aérea Australiana. El Ejército Australiano no tiene enseña propia, pero se le ha encomendado la tarea ceremonial de ser el defensor de la Bandera Nacional. Las Fuerzas Aéreas y la Marina enarbolaban las enseñas británicas correspondientes (el Pabellón Blanco y la enseña de la Real Fuerza Aérea) hasta la adopción de enseñas similares basadas en la Bandera Nacional Australiana en 1948 y 1967 respectivamente. Las actuales enseñas de la Marina y las Fuerzas Aéreas se designaron oficialmente en 1967 y 1982, respectivamente.
La Bandera Australiana Personal de la Reina fue aprobada por Su Majestad la reina Isabel II el 20 de septiembre de 1962, y solo ondeaba cuando visitaba Australia, la última vez en 2011. Se utilizaba de forma similar al estandarte real del Reino Unido.

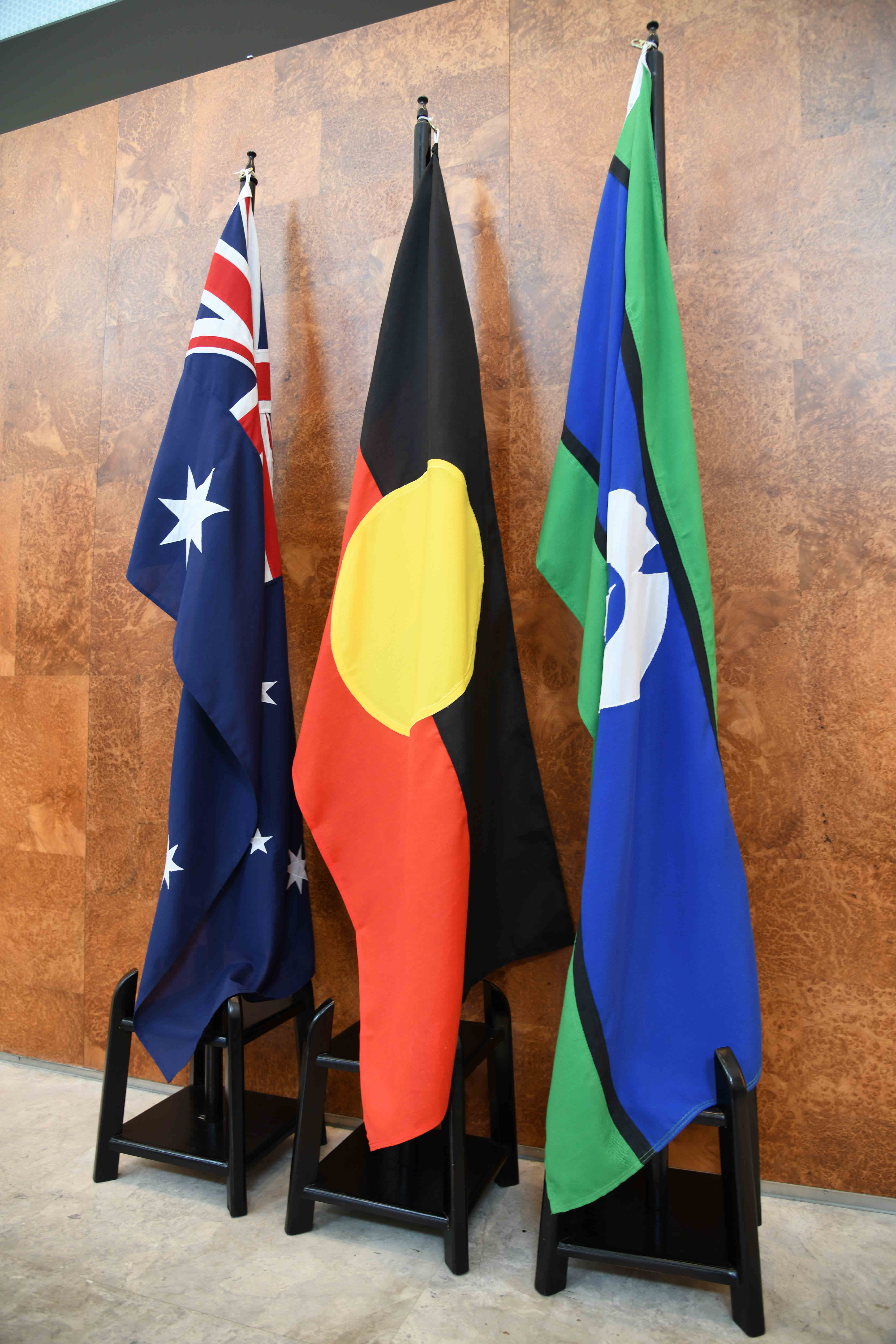
La Bandera Nacional Australiana junto con las de los aborígenes e isleños del estrecho de Torres, ya que suelen exhibirse en actos oficiales.

En 1995, la bandera aborigen y la bandera de los isleños del estrecho de Torres también fueron nombradas banderas de Australia. Aunque se consideró principalmente un gesto de reconciliación, este reconocimiento causó una pequeña controversia en su momento, ya que el entonces líder de la oposición, John Howard, lo calificó de divisivo. Algunos indígenas, como el diseñador de la bandera, Harold Thomas, consideraron que el gobierno se estaba apropiando de su bandera, afirmando que «no necesita más reconocimiento».
En 2000 se proclamó la enseña de las Fuerzas de Defensa Australianas. Esta bandera se utiliza para representar a las Fuerzas de Defensa cuando interviene más de una rama militar, como en la Academia de las Fuerzas de Defensa Australianas, y por el ministro de Defensa.
La Legislative Instruments Act 2003 exigía que las proclamaciones de estas banderas se depositaran en un Registro Federal. Debido a un descuido administrativo, las proclamaciones quedaron automáticamente derogadas. El gobernador general de Australia emitió nuevas proclamaciones con fecha de 25 de enero de 2008, con efecto a partir del 1 de enero de 2008 (o del 1 de octubre de 2006 en el caso de la enseña de las Fuerzas de Defensa).
Además de las siete banderas declaradas en virtud de la Flags Act, hay otras dos banderas de la Mancomunidad, la enseña de la Aviación Civil Australiana y la Bandera de Aduanas de Australia, ocho banderas virreinales y nueve banderas de estados y territorios reconocidas como banderas oficiales por otros medios.

## Regulación y uso

### Protocolo

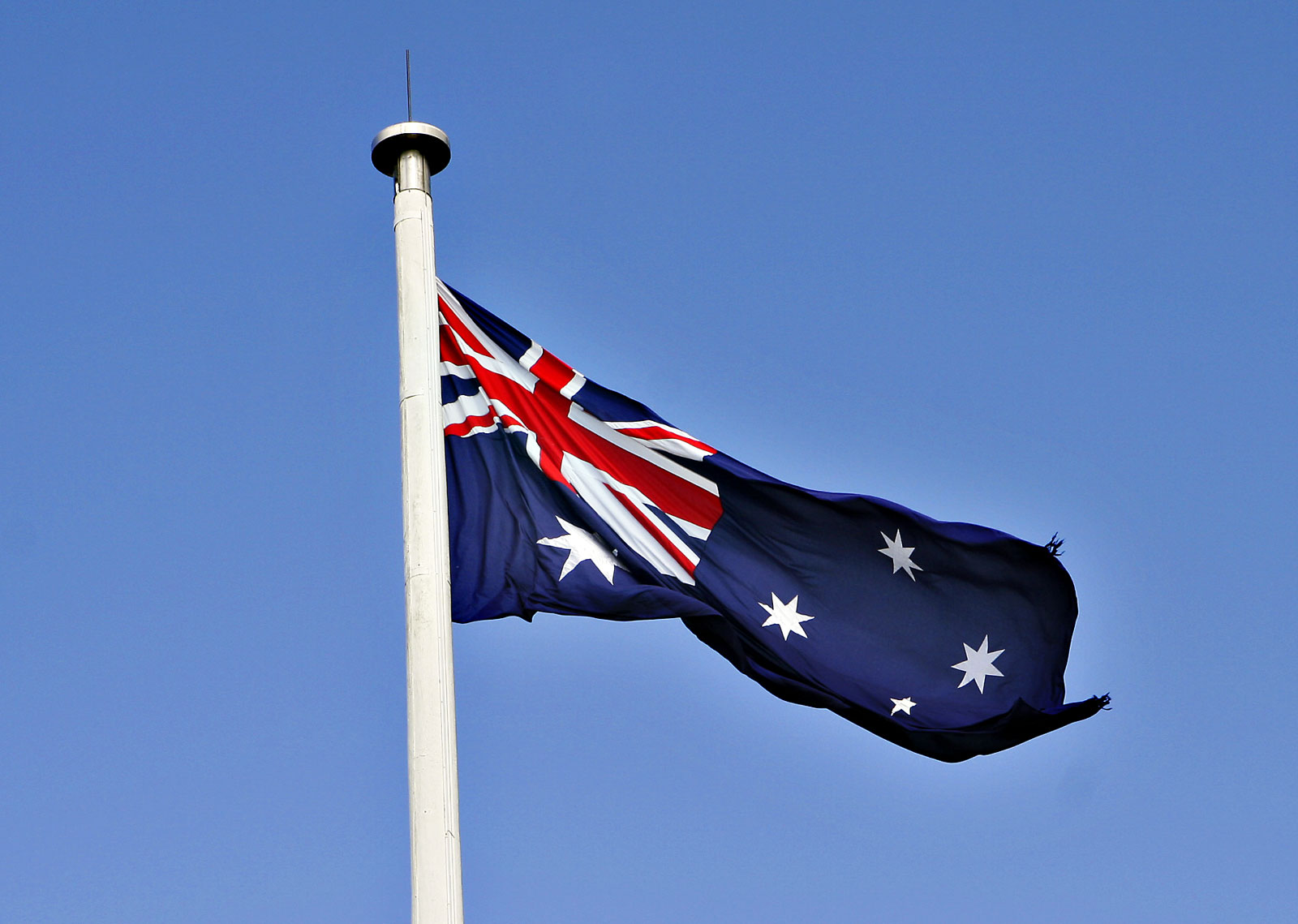
Bandera australiana ondeando.

Las directrices para izar la bandera se establecen en la Flags Act 1953 y en un folleto del Gobierno australiano. Las directrices indican que la Bandera Nacional de Australia puede ondear todos los días del año, y que «debe ser tratada con el respeto y la dignidad que merece como el símbolo nacional más importante de la nación».
La Bandera Nacional debe ondear siempre en una posición superior a la de cualquier otra bandera o enseña cuando ondee en Australia o en territorio australiano, y debe ondear siempre izada y libre. La bandera debe ondear en todos los edificios gubernamentales y mostrarse en los colegios electorales cuando haya elecciones nacionales o referéndum. Las embarcaciones de recreo privadas pueden ondear la enseña roja o la Bandera Nacional Australiana. La enseña azul británica puede ondear en un barco de propiedad australiana en lugar de la bandera australiana si el propietario tiene una orden válida según la legislación británica.
El Departamento del primer ministro y del Gabinete también aconseja que la bandera sólo ondee durante las horas diurnas, a menos que esté iluminada. No deben izarse dos banderas en el mismo mástil. La bandera no debe izarse boca abajo bajo ninguna circunstancia, ni siquiera para expresar una situación de peligro. La bandera no debe colocarse o dejarse caer en el suelo, ni debe utilizarse para cubrir un objeto en los prolegómenos de una ceremonia de descubrimiento, ni para ocultar otro material. Las banderas deterioradas o descoloridas no deben exhibirse.
Según una publicación gubernamental, las banderas viejas o deterioradas deben desecharse en privado «de forma digna»; un método que se da como ejemplo es cortar la bandera en trozos pequeños antes de tirarla a la basura.

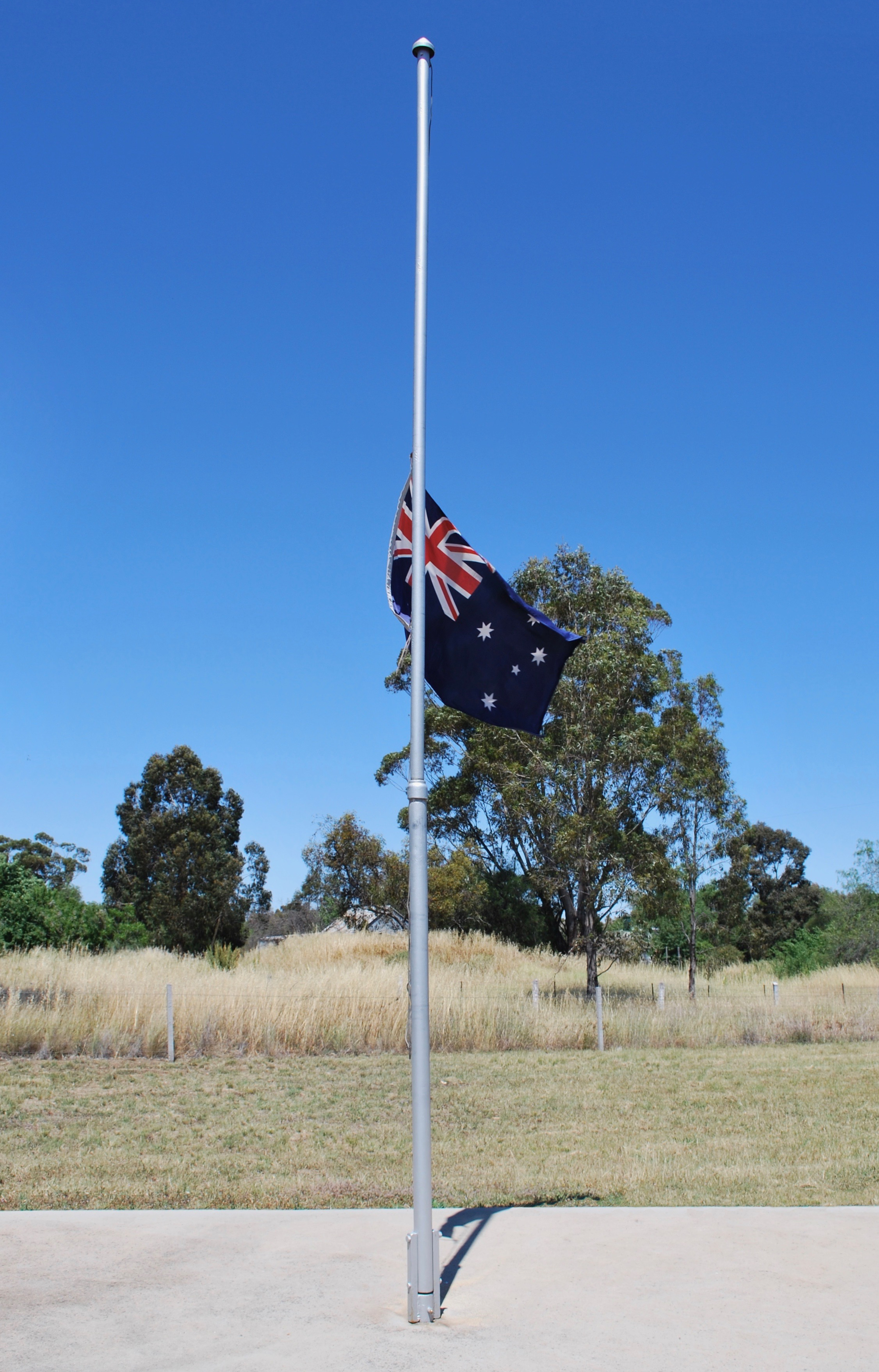
Bandera australiana a media asta en el Día del Recuerdo.

Cuando la bandera se iza a media asta, debe reconocerse que está a media asta, por ejemplo, a un tercio de la altura del asta. La bandera australiana nunca debe ondear a media asta por la noche. Las banderas ondean a media asta en los edificios gubernamentales:
- En caso de fallecimiento del soberano: desde el anuncio del fallecimiento hasta el funeral. El día de la proclamación del nuevo soberano, se acostumbra a izar la bandera hasta lo más alto del mástil a partir de las 11 de la mañana.
- En caso de fallecimiento de un miembro de la familia real.
- En caso de fallecimiento del gobernador general o de un antiguo gobernador general.
- En caso de fallecimiento de un ciudadano australiano ilustre. Las banderas de cualquier localidad podrán ondear a media asta con motivo del fallecimiento de un ciudadano local ilustre o el día, o parte del día, de su funeral.
- En caso de fallecimiento del jefe de Estado de otro país con el que Australia mantenga relaciones diplomáticas, la bandera ondeará el día del funeral.
- En el Día ANZAC la bandera ondea a media asta hasta el mediodía.
- En el Día del Recuerdo, las banderas se izan a media asta hasta las 10:30 a. m., a media asta desde las 10:30 a. m. hasta las 11:03 a. m., y luego a media asta durante el resto del día.

El departamento ofrece un servicio de correo electrónico por suscripción denominado Commonwealth Flag Network (Red de Banderas de la Mancomunidad), que proporciona información sobre las ocasiones nacionales para izar la bandera a media asta, así como sobre los días nacionales de conmemoración y celebración de la bandera.
La Bandera Nacional de Australia puede utilizarse con fines comerciales o publicitarios sin permiso formal, siempre que se haga de forma digna y se reproduzca de forma completa y exacta; no debe desfigurarse con sobreimpresiones de palabras o ilustraciones, no debe cubrirse con otros objetos en las exposiciones y todas las partes simbólicas de la bandera deben ser identificables. También debe colocarse en primer lugar (normalmente, a la izquierda) cuando se utilice más de una bandera.

### Sanciones
Ha habido varios intentos de tipificar como delito la profanación de la bandera australiana. En 1953, durante el debate en segunda lectura de la Flags Act, el líder de la oposición, el laborista Arthur Calwell, pidió sin éxito que se añadieran disposiciones al proyecto de ley para tipificar como delito la profanación. Michael Cobb, del Partido Nacional, presentó sendos proyectos de ley en 1989, 1990, 1991 y 1992 para prohibir la profanación, pero en todas las ocasiones el proyecto fue rechazado. En 2002, el líder del Partido Nacional, John Anderson, propuso introducir leyes que prohibieran la profanación de la bandera australiana, una petición que atrajo el apoyo de algunos parlamentarios tanto de su propio partido como del principal socio de la Coalición, el Partido Liberal. El primer ministro, John Howard, rechazó las peticiones, declarando que «...al final supongo que forma parte de la especie de código de libertad de expresión que tenemos en este país». En 2006, tras un incidente de quema de banderas durante los disturbios de Cronulla de 2005 y la quema de una bandera por un artista de Melbourne, la diputada liberal Bronwyn Bishop presentó el Protection of the Australian National Flag (Desecration of the Flag) Bill 2006. Este proyecto de ley pretendía tipificar como «delito la destrucción intencionada o la mutilación de la bandera en circunstancias en las que una persona razonable pudiera inferir que la destrucción o mutilación tiene por objeto expresar públicamente desprecio o falta de respeto por la bandera o la nación australiana». El proyecto de ley recibió una segunda lectura, pero posteriormente decayó y no llegó a votarse en la Cámara de Representantes.

## Debate

Recopilación de banderas realizada por Ausflag en 1999 con el título «Australia's Identity Crisis» para mostrar la similitud entre la bandera australiana y las banderas de otros territorios.

Ha habido debates leves pero persistentes sobre si la Bandera de la Unión debe o no retirarse del cantón de la bandera australiana. Este debate ha culminado en varias ocasiones, como en el periodo que precedió al Bicentenario de Australia, en 1988, y durante el mandato como primer ministro de Paul Keating, quien apoyó públicamente un cambio en la bandera, afirmando: «No creo que los símbolos y la expresión de la plena soberanía de la nación australiana puedan estar nunca completos mientras tengamos una bandera con la bandera de otro país en su esquina».
Hay dos grupos de presión implicados en el debate sobre la bandera: Ausflag (fundado en 1981), que apoya el cambio de bandera, y la Australian National Flag Association (ANFA) (fundada en 1983), que quiere mantener la bandera actual. Los principales argumentos a favor de mantener la bandera citan el precedente histórico, mientras que los que abogan por cambiarla se basan en la idea de que la actual no representa con exactitud la condición de Australia como nación independiente y multicultural, ni su diseño es lo suficientemente singular como para distinguirla fácilmente de otras banderas similares, como las de Nueva Zelanda, las Islas Cook y Tuvalu (a pesar del argumento en contra de que esto no es infrecuente, como se observa en el caso de Rumanía y Chad, que comparten banderas casi idénticas). La similitud entre la bandera de Australia y las de otros países se deriva a menudo de una historia colonial común.
En 1996, el gobierno de coalición de John Howard reconoció formalmente la conmemoración del día de la Bandera Nacional de Australia; en 1998 patrocinó una enmienda a la Flags Act para exigir que cualquier cambio en el diseño de la bandera nacional se aprobara en un plebiscito similar al de 1977 sobre la canción nacional; en 2002 suministró gratuitamente a todas las escuelas primarias el vídeo promocional de la ANFA; y en 2004 exigió que todas las escuelas que recibieran fondos federales enarbolaran la bandera australiana.
Ausflag realiza periódicamente campañas para el cambio de bandera en asociación con eventos nacionales como los Juegos Olímpicos de Verano de 2000, y organiza concursos de diseño de banderas, mientras que las actividades de ANFA incluyen la promoción de la bandera existente a través de eventos como el Día Nacional de la Bandera. En el Día de Australia de 2018, Ausflag publicó un diseño alternativo de la bandera sin la bandera de la Unión, con una Estrella de la Mancomunidad y la Cruz del Sur. La fecha del lanzamiento fue recibida con algunas reacciones en contra, que Harold Scruby, director ejecutivo de Ausflag calificó como «la forma más baja de censura». Tras la publicación, Malcolm Turnbull, entonces primer ministro y antiguo director de Ausflag, dijo al grupo que la bandera nunca cambiaría, por considerarla un símbolo importante de la historia de Australia.
Una encuesta de 2004 realizada por Newspoll y publicada por The Australian preguntaba: «¿Está usted personalmente a favor o en contra de cambiar la bandera australiana para eliminar el emblema de la bandera de la Unión?» fue apoyada por el 32 % de los encuestados y se opuso el 57 %, con un 11 % que no se pronunció. Una encuesta de Roy Morgan de 2010 preguntaba: «¿Cree que Australia debería tener un nuevo diseño para nuestra Bandera Nacional?» fue apoyada por el 29 % de los encuestados y se opuso el 66 %, con un 5 % de no comprometidos. Una encuesta de 2013 reveló que el 95 % de los adultos encuestados afirmaban sentirse orgullosos de la bandera nacional, que gozaba de una popularidad cada vez mayor; la mitad (50 %) dijo sentirse extremadamente orgullosa.